# Lachen met de TROS
Lachen met de TROS is een televisieprogramma van de TROS uit 2007, gepresenteerd door Reinout Oerlemans.
In het programma wordt, samen met met een of meer bekende Nederlanders, teruggeblikt op het verleden met komische fragmenten uit televisieprogramma's van de omroep.
Het programma telt slechts één seizoen, dat in de zomer van 2007 werd uitgezonden.